# Académie américano-roumaine des arts et sciences
L'Académie américano-roumaine des arts et Sciences (en anglais : American-Romanian Academy of Arts and Sciences) (ARA), est une organisation scientifique, fondée en Californie en 1975, destinée à l'analyse, à l'étude et à la diffusion des contributions et des réalisations roumaines. 
Pour renforcer ces efforts, l'ARA combine les traditions intellectuelles occidentales et roumaines, encourage les communications et sert de point d'appui dans le monde occidental pour les universitaires et intellectuels roumains ARA soutient des études multidisciplinaires en sciences exactes, mathématiques, sciences naturelles, et soutient également les arts, la linguistique, la littérature, les études politiques et la sociologie. L’académie compte en 2014 80 membres élus, 80 membres correspondants et 63 membres honoraires.